# 超大質量黑洞

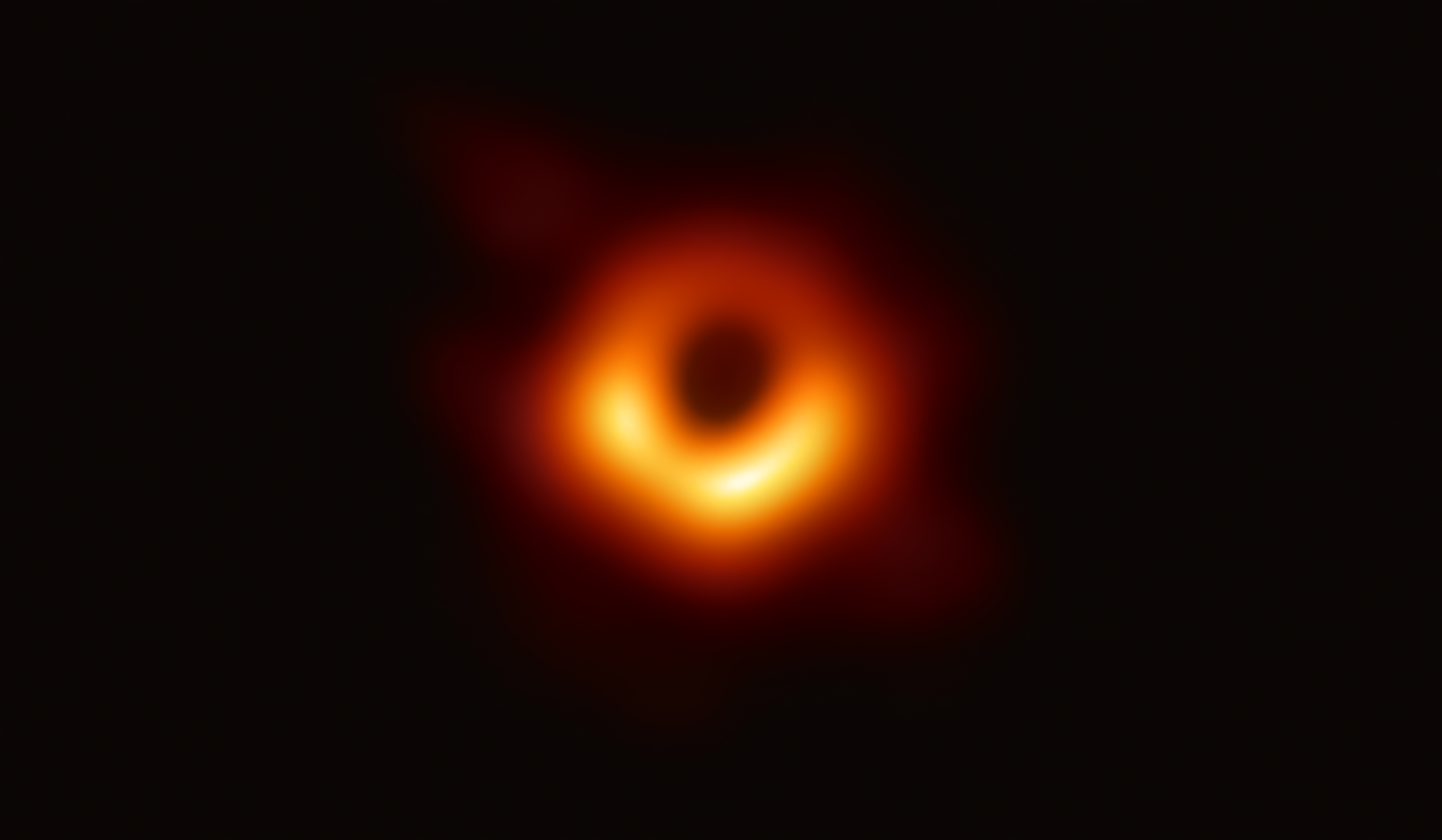
位於室女座的超巨橢圓星系——室女A星系（M87）核心內的超大質量黑洞，估計質量約為太陽的65億倍。此影像是由事件視界望遠鏡所拍攝，是史上首幀黑洞的實際影像。

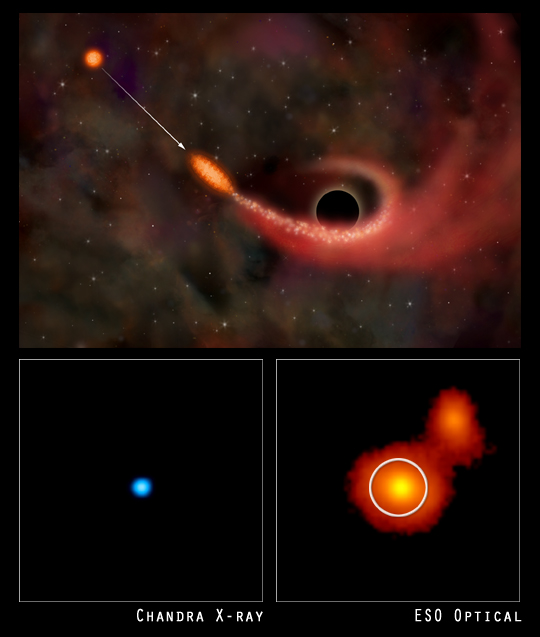
上：藝術家描繪超大質量黑洞從鄰近的星體上抽走物質。
左下：超大質量黑洞的映像。
右下：超大質量黑洞的光學映像。

超大質量黑洞是黑洞的一種，其質量是太陽質量的{\displaystyle 10^{5}}至{\displaystyle 10^{9}}倍（{\displaystyle 10^{35}}至{\displaystyle 10^{39}}千克）。現時一般相信，在所有星系的中心（包括銀河系的中心在內）都存在超大質量黑洞。

## 比較
比較超大質量黑洞與其他質量相對較低的黑洞，可見一些特別的性質：
- 超大質量黑洞平均密度可以很低，甚至比空氣密度還要低。這是因為史瓦西半徑與其質量成正比，而密度則與體積成反比。由於球體（如非旋轉黑洞的事件視界）體積是與半徑立方成正比，即体积与质量的立方成正比，因此體積增長率较之质量更大。故此，密度會隨黑洞半徑增長而減少。

- 在事件視界附近的潮汐力會明顯較弱。倘有一太空人向黑洞中央移動，在他到達黑洞深處之前不會感受到明顯潮汐力，此係因事件視界距離位處中央之引力奇點很遠所致。

## 形成

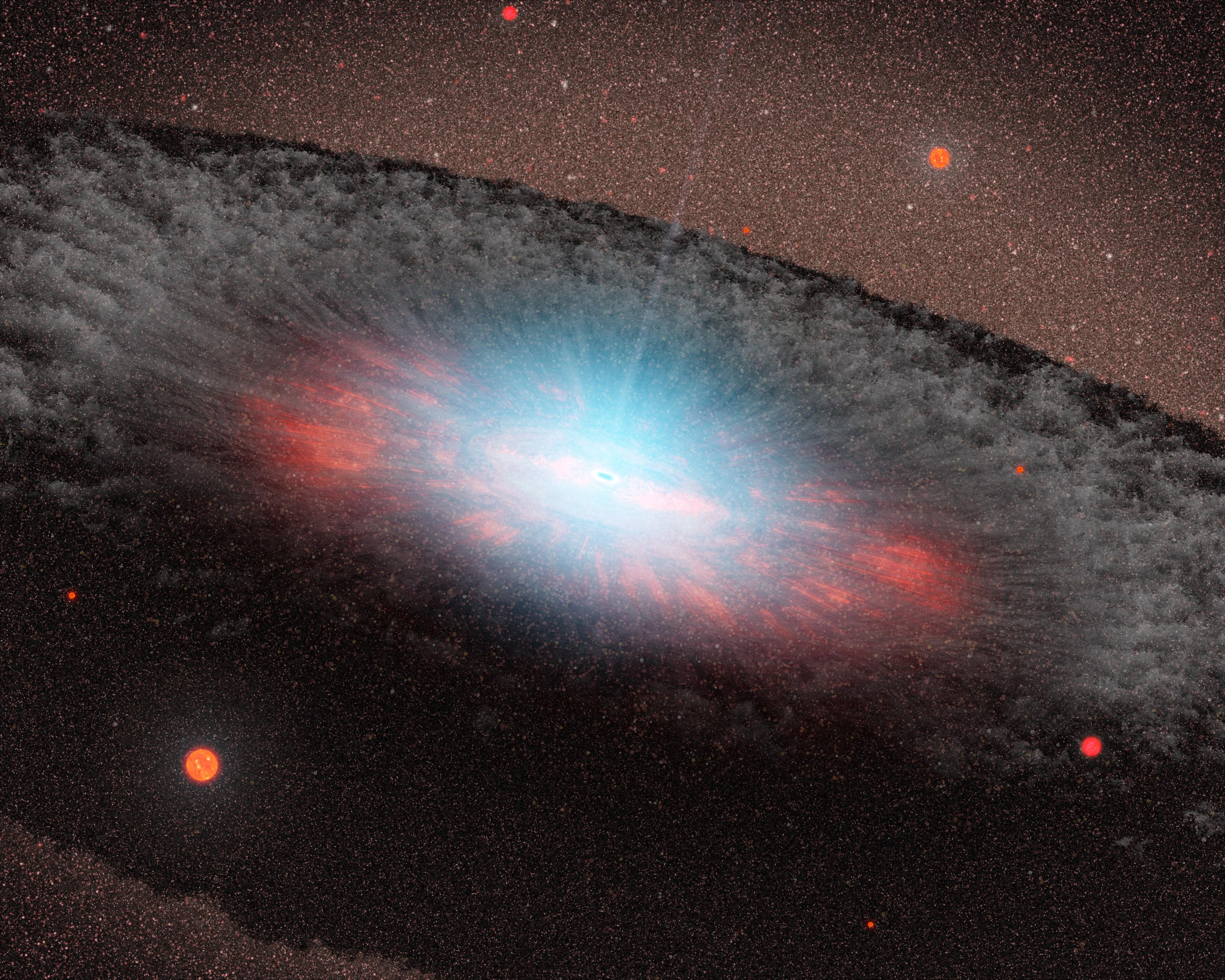
超大質量黑洞從吸積盤中吸積的概念圖。

超大質量黑洞的形成有幾個方法。最明顯的是以緩慢的吸積（由恆星的大小開始）來形成。另一個方法涉及星雲萎縮成數十萬太陽質量以上的相對論星體。該星體會因其核心產生正負電子對所造成的徑向擾動而開始出現不穩定狀態，並會直接在沒有形成超新星的情況下萎縮成黑洞。第三個方法涉及了正在核塌縮的高密度星團，它那負熱容會促使核心的分散速度成為相對論速度。最後是在大爆炸的瞬間從外壓製造原生黑洞。形成超大質量黑洞的問題在於如何將足夠的物質加入在足夠細小的體積內。要做到這個情況，差不多要將物質內所有的角動量移走。向外移走角動量的過程就是限制黑洞膨脹的因素，並會導致形成吸積盤。根據觀測，黑洞的類別有著一些差距。一些從恆星塌縮的黑洞，最多有10倍太陽質量。最小的超大質量黑洞約有數十萬太陽質量。但卻沒有在它們之間的中介質量黑洞。不過，有模型指異常明亮的X射線源有可能是在這個遺失範圍的黑洞。

## 都卜勒效應量度
直接量度圍繞鄰近星系核心邁射的都卜勒效應，只有在中央高物質密度的情況下，才可以發現很快速的克卜勒運動。現時唯一已知可以在細小空間中包含足夠物質的是黑洞，或是在天體物理學上很短的時間內將變成黑洞的物體。對於較遠的活躍星系，寬譜線的闊度可以用來探測圍繞近視界的氣體。反射繪圖的技術就是利用這些譜線的變化來量度其質量，而黑洞的旋轉有可能加速了活躍星系的「引擎」能量。在很多星系中心的超大質量黑洞被認為是活躍星系（如賽弗特星系及類星體）的「引擎」。馬普地外物理研究所及洛杉磯加利福尼亞大學基於歐洲南天文台及凱克天文台的數據，提供了證據指人馬座A*就是在銀河系中心的超大質量黑洞。根據計算，它可能有431萬倍的太陽質量。

## 銀河系以外的超大質量黑洞
於2004年5月，Paolo Padovani及其他天文學家發表他們發現了在銀河系以外30個超大質量黑洞。他們的發現令我們知道超大質量黑洞的數量最少是以往所知的兩倍。現時相信每一個星系的中央包含一個超大質量黑洞，而它們大部份都處於「不活躍」的狀態且吸積不多。相反在球狀星團的中央卻沒有黑洞，不過相信一些如在飛馬座的M15及在仙女座星系的马亚尔II的中央仍有黑洞，估計質量約有{\displaystyle 10^{4}}的太陽質量。一些星系，如0402+379星系有兩個超大質量黑洞，形成一個二元系統。若它們相撞，將會產生強勁的重力波。

## 超大質量黑洞質量與星系形成
超大質量黑洞的質量與其身處的星系形態有關。這顯示了星系球體的質量與超大質量黑洞的質量有著相互的關連。而黑洞的質量亦與星系的分散速度有著更緊密的關連。但是這個關連卻未被解開

## 特大质量黑洞
特大质量黑洞（英语：ultramassive black hole）則是拥有着超过1010太阳质量，目前位于巨大质量黑洞列表的前两名TON 618以及S5 0014+81很可能属于特大质量黑洞。

## 閱讀
- Fulvio Melia. . Cambridge University Press. 2003. ISBN 978-0-521-81405-8.
- Fulvio Melia. . Princeton University Press. 2007. ISBN 978-0-691-13129-0.

## 外部連結
- Black Holes: Gravity's Relentless Pull
- Images of supermassive black holes （页面存档备份，存于）
- NASA images of supermassive black holes （页面存档备份，存于）
- ESO video clip of orbiting star
- Star Orbiting Massive Milky Way Centre Approaches to within 17 Light-Hours ESO, October 21, 2002
- Early Black Holes Grew Up Quickly （页面存档备份，存于）
- Fulvio Melia's website （页面存档备份，存于）
- Images, Animations, and New Results from the UCLA Galactic Center Group （页面存档备份，存于）